# ジャレド・フォーグル

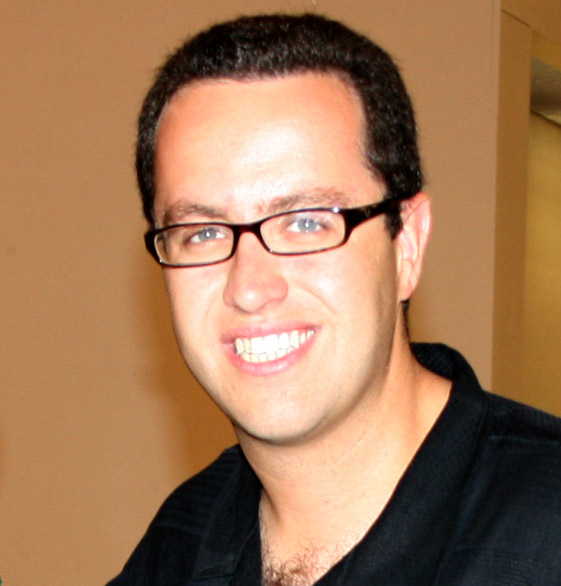

ジャレド・スコット・フォーグル（英語: Jared Scott Fogle、1977年8月23日 - ）は、アメリカ合衆国の元スポークスパーソン。

## 経歴
映画『ジャックとジル』やバラエティ番組『サタデー・ナイト・ライブ』への出演でも知られている。サブウェイのターキーサンドイッチを毎日食べ続け、1年で110kgの減量に成功したことで知られるようになり、それが縁で同社の広報担当を務めていた。小児肥満症への認知度を高め、子供たちへの健康的な食事を支援するためにNPO「ジャレッド財団」を設立したが、未成年淫行と児童ポルノ所持容疑で逮捕され、約16年の有罪判決を受けた。